# Agostino Straulino
Agostino Straulino (ur. 10 października 1914 w Mali Lošinju, zm. 14 grudnia 2004 w Rzymie), włoski żeglarz sportowy. Dwukrotny medalista olimpijski.
Urodził się na terenach dzisiejszej Chorwacji. Brał udział w pięciu igrzyskach na przestrzeni 16 lat (IO 48, IO 52, IO 56, IO 60, IO 64), na dwóch zdobywał medale. W 1952 triumfował w klasie Star, cztery lata później zajął drugie miejsce. Podczas obu startów partnerował mu Nicolò Rode. W 1952, 1953 i 1956 zostawali mistrzami świata, w latach 1949–1956 ośmiokrotnie zwyciężali w mistrzostwach Europy